# François Vergult
François Vergult, född 21 april 1891 i Bryssel, var en belgisk ishockeymålvakt. Han kom på delad femte plats i Antwerpen 1920.